# 馬爾伯里鎮區 (北卡羅萊納州考德威爾縣)
馬爾伯里鎮區（英語：Mulberry Township）是位於美國北卡羅萊納州考德威爾縣的一個鎮區。

## 地方資料
馬爾伯里鎮區的面積為89.87平方千米，皆為陸地。根據2020年美國人口普查的數據，當地共有人口782人，而人口密度為每平方千米8.7人。